# Río Agur
El río Agur (en ruso: Агур) es un río del Gran Cáucaso en el distrito de Karacháyevsk de la república de Karacháyevo-Cherkesia del sur de Rusia, en la reserva natural de Teberdá. Es un afluente del Río Guidam, que lo es del Teberdá, que desemboca en el río Kubán.

## Curso
El río nace en el monte Agur (2300 m), 5 km al oeste de Teberdá, en los montes que separan el valle del Teberdá del valle del Kishket. Su curso de 4 km desciende ladera abajo hasta llegar a la orilla izquierda del curso bajo del Guidam.

## Historia
La expedición arqueolçogica de J. J. Bidzhiyev de 1978 encontró en la zona de la cantera de mármol negro restos de un asentamiento.